# Orlando Patterson
Horace Orlando Patterson (Westmoreland, 5 juni 1940) is een Jamaicaans-Amerikaanse historicus en socioloog.
Hij staat bekend staat om zijn werk over de geschiedenis van ras en slavernij in de Verenigde Staten en Jamaica, evenals de sociologie van ontwikkeling ervan. Hij is hoogleraar sociologie aan de Harvard-universiteit. Hij schreef enkele invloedrijke boeken, waaronder Freedom in the Making of Western Culture (1991) waarmee hij de Amerikaanse National Book Award voor non-fictie won.